# Пузинишкис (Паневежский район)
Пузинишкис, Пувинишкис (лит. Puziniškis) — деревня в северной части Литвы, входит в состав Паневежского района. По данным переписи 2001 года, население Пузинишкиса составляло 7 человек.

## География
Деревня расположена в северо-западной части района в 5 км к северу от села Суетай и в 30 км к северо-западу от города Паневежис.

## Известные люди
- В селе родилась литовская писательница Габриееле Петкевичаайте-Биите (1861—1943)[3].

## Демография
| 1959                           | 1970 | 1979 | 1989 | 2001 | 2011 |
| ------------------------------ | ---- | ---- | ---- | ---- | ---- |
| 31                             | 13   | 9    | 9    | 7    | 0    |
| Гистограмма динамики населения |      |      |      |      |      |